# Ruslan Pidhornyy
Ruslan Pidhornyy ou Ruslan Pidhorniy (em ucraniano:  Руслан Підгорний; Vinnytsia, 25 de julho de 1977) é um ciclista profissional olímpico ucraniano. Pidhornyy representou sua nação nos Jogos Olímpicos de Verão de 2008 na prova de corrida individual em estrada, em Pequim.
Em 2004, Pidhornyy, juntamento com Juriy Ivanov, foram demitidos da equipe LPR-Piacenza, devido ao seu envolvimento em uma investigação de agredir e roubar uma prostituta.